# 柃蝽
柃蝽（学名：Rhynchocoris humeralis），又名柑橘角肩椿象、角肩椿象、柃椿象，为蝽科柃蝽屬下的一种椿象。